# Salacia noronhioides
Salacia noronhioides är en benvedsväxtart som beskrevs av Pierre. Salacia noronhioides ingår i släktet Salacia och familjen Celastraceae. Inga underarter finns listade.